# 刘易斯·H·布里尔顿
刘易斯·海德·布里尔顿（Lewis Hyde Brereton，1890年6月21日—1967年7月20日），美国空军中将。
布里尔顿1911年毕业于美国海军学院，第一次世界大战前以军官身份开始在美国陆军陸軍海岸炮兵部队服役，在第一次世界大戰前轉型為飛行員，後續的軍旅生涯都與美軍飛行部隊有關。
布里尔顿是第二次世界大战期间美国少数参加了从偷袭珍珠港到欧战胜利纪念日各个战区战事的高级司令官。战争爆發時，他是菲律宾的美國遠東空軍少將指揮官，同盟國戰勝时，他當時擔任盟軍第一空降軍團中將指揮官。布里尔顿在战争期间指挥了四场有争议的作戰：在菲律宾造成大量美国陆军航空军飞机在机场被炸毁、潮汐行动、眼镜蛇行动和市场花园行动。
布里尔顿是美国陆军最早的飞行员之一，1912年9月調往美國陸軍通訊軍團航空部，成為美軍第一批完成飛行訓練的5位飛行軍官（其他四位是五星上将亨利·H·阿诺德、少将弗兰克·P·拉姆和本杰明·富卢瓦、准将托马斯·D·米林），同時也是美國空軍改組成軍時唯一仍在現役的第一批飛官。